# Breviceps verrucosus
Breviceps verrucosus е вид жаба от семейство Brevicipitidae. Видът не е застрашен от изчезване.

## Разпространение
Разпространен е в Лесото, Свазиленд и Южна Африка.